# Cordillera de la Sal
La cordillera de la Sal es una cadena montañosa ubicada cerca de San Pedro de Atacama en el norte de Chile. Fue creada por actividad tectónica en el Salar de Atacama, durante la cual se desplegaron y levantaron capas de sedimentos rojos continentales y evaporitas blancas. Durante los últimos 4000 años, la erosión producida por las inusuales lluvias en esta región extremadamente hiperárida ha formado un extraño paisaje kárstico con eflorescencias de sal superficial y cuevas de sal. Debido a los estériles suelos salados, el clima seco y la luz solar intensa, las montañas son en su mayoría un desierto absoluto.

## Geografía
La cordillera de la Sal es una cadena montañosa dentro de la depresión endorreica preandina que se encuentra a unos 150 km de la costa en el norte de Chile, incrustada entre la Cordillera Domeyko (precordillera andina) en el oeste y la cordillera Occidental de los Andes en el este. La cordillera es estrecha, en relación con su entorno más amplio, una cordillera de pliegues bajos. Con un ancho de 5 a 10 km, se extiende en una orientación norte-noreste sobre una longitud de más de 100 km. Divide la cuenca preandina en este punto en dos áreas de captación de agua, la cuenca del salar Llano de la Paciencia (aprox. 2500 m s. n. m.) en el oeste y la cuenca del salar de Atacama (2300-2350 m s. n. m.) en el este. En el norte se une al domo de lava de riolita de San Bartolo en la cordillera occidental andina y en el sur desemboca en la depresión a los 23° 31'S, donde confluyen el Llano de la Paciencia y Salar de Atacama. La cordillera solo se eleva sobre los salares circundantes en un promedio de 200 m. Su punto más alto es el Cerro el Mármol (22° 54′S, 68° 18′W) con 2659 m s. n. m. en el extremo occidental del Valle de la Luna, un valle abierto a los turistas que atraviesa las montañas en dirección este-oeste.

## Clima
Las montañas pertenecen al núcleo extremadamente hiperárido del desierto de Atacama, que se define por el hecho de que el índice de aridez puede descender a 0,002. Esto significa que podría evaporarse hasta 500 veces más agua que la que traen las escasas lluvias. Se determinaron valores de 6 mm a un máximo de 50 mm para la altura de precipitación media anual y de 1800 a 3200 mm para la evapotranspiración potencial anual. Las temperaturas medias del aire son 13,1 °C, con una mínima de -1,8 °C y una máxima de 32,2 °C. La sequedad del aire, agravada por la altitud, provoca grandes variaciones térmicas entre el día y la noche, que pueden ser de 20 a 30 °C. Es por eso que apenas hay formación de nubes y solo una fina capa de ozono, por lo que las montañas y sus alrededores están expuestos a la radiación solar más alta del mundo. Esto se aplica tanto a la radiación solar total como a la proporción de radiación ultravioleta.

## Geología

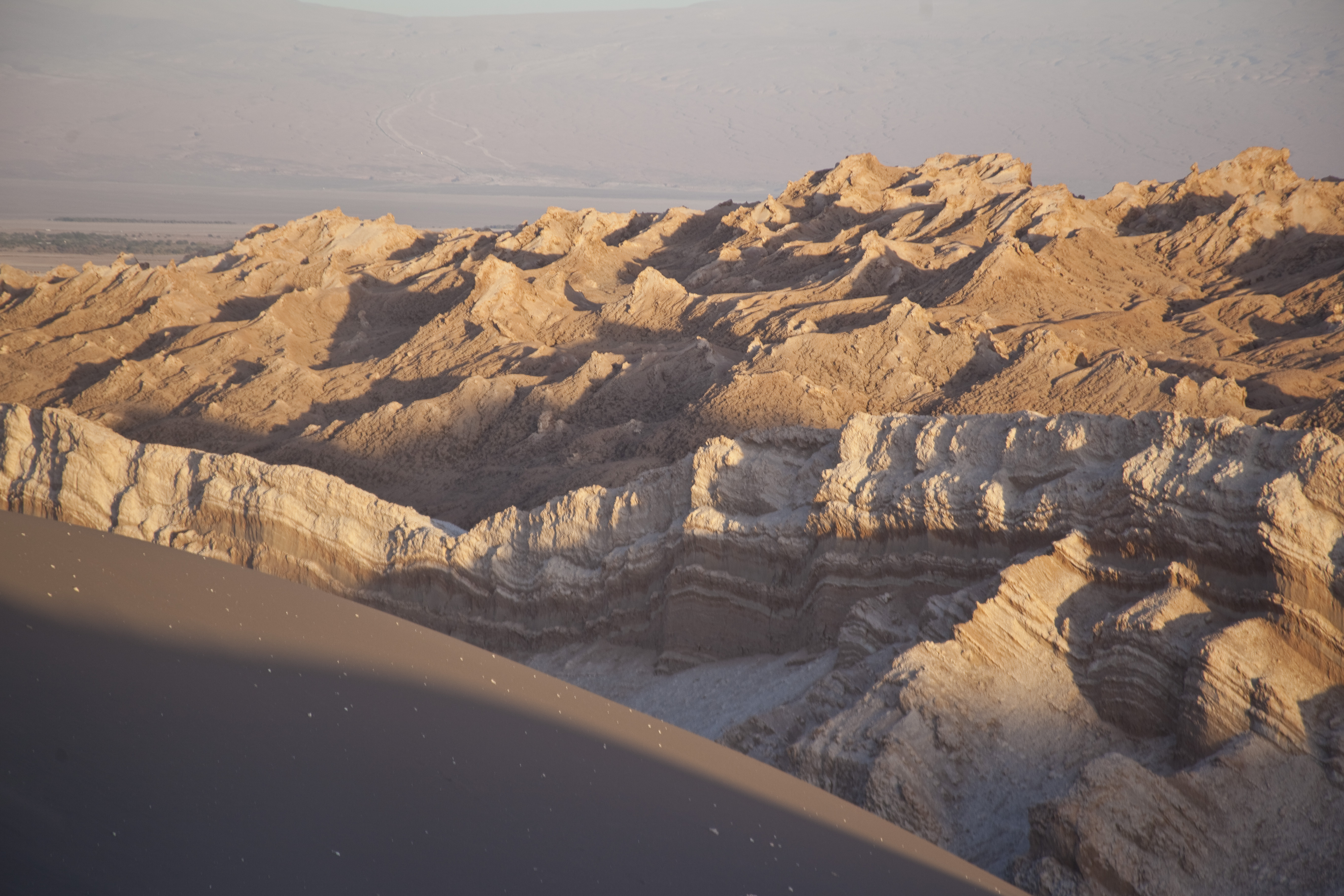
La Cordillera de la Sal se compone principalmente de roca sedimentaria roja (limolita, arenisca, conglomerado) con algunas capas de toba y capas gruesas de evaporitas continentales (yeso, halita), de más de 300 m de espesor. En algunos lugares, el viento ha acumulado grandes dunas de arena.

Las montañas de la cordillera de la Sal constituyen un paisaje kárstico. La roca salada soluble en agua forma una meseta muy irregular, atravesada por sumideros y patrones de drenaje desordenados. Los ríos, algunos de los cuales corren bajo tierra, son interrumpidos por torres de yeso, que suelen alinearse a lo largo de la dirección de la estructura principal. Los fenómenos kársticos se desarrollaron principalmente en un clima anterior que era más húmedo.
A pesar del clima hiperárido predominante, el paisaje todavía está severamente erosionado. Las tasas de erosión son 4,8 mm/a en superficies horizontales, 2,4 mm/a en superficies verticales y en cuevas cerca de 1 mm/a.
Existen numerosas cuevas kársticas que se han creado durante los últimos 6000 años por los flujos de agua después de lluvias esporádicas. Se conocen más de 50 de ellas, algunas de los cuales tienen más de 2 km de largo y en total 15 km. Muchos son a través de cuevas con una entrada vertical superior (pozo o colapso), que conduce a un pasaje de sal de roca horizontal subterráneo, que se ensancha gradualmente hacia la salida con una ligera pendiente, recta o serpenteante. Un ejemplo es la cueva de Chulacao, que se encuentra en el lado oriental de la Cordillera de la Sal a unos 4 km de San Pedro de Atacama. Es la cueva más grande y probablemente la más antigua de la zona. El pasaje en forma de cañón alcanza hasta 20 m de altura y 25 m de ancho.
Una característica distintiva del paisaje son las torres de yeso de hasta diez metros de altura, y que a menudo sobresalen del suelo en arreglos lineales. Están formados por grandes cristales que han crecido fuera del plano a lo largo de las fracturas. Es muy probable que estas estructuras sean geomorfológicamente activas porque continúan creciendo lentamente a través de procesos de recristalización en el subsuelo. Su base probablemente se extiende profundamente en el suelo y forma barreras para el agua subterránea que fluye desde las crestas más altas hacia las partes más bajas de la llanura. El agua subterránea se ve obligada a subir a lo largo de las fracturas y los procesos de evaporación conducen a la formación y crecimiento de cristales de yeso.

## Suelo

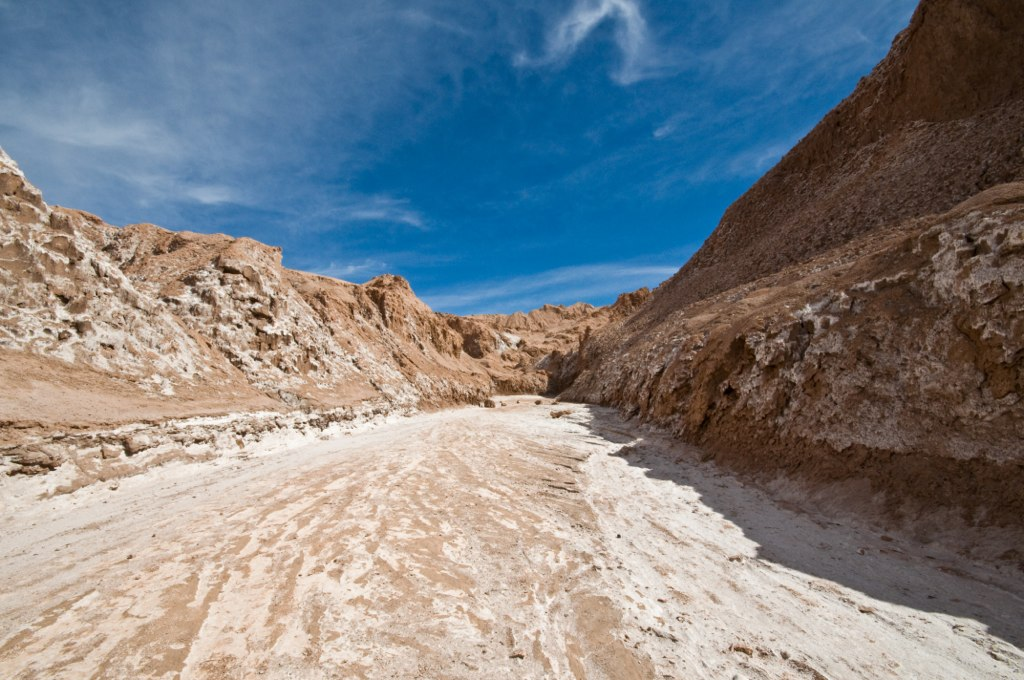
Durante épocas pasadas, más húmedas, el drenaje del agua excavó algunos barrancos anchos en la roca salada. Algunos de estas quebradas serpentean alternativamente por encima y por debajo del suelo a través de las montañas.

El suelo de la sierra se caracteriza por un alto contenido de sal (conductividad eléctrica de 15,4 S/m, pH 7,6), bajo contenido de humedad (0,004%) y bajo contenido de materia orgánica (0,03%). En comparación, el suelo igualmente seco y salado del vecino salar de Atacama tiene casi el doble de humedad y solo una undécima parte de la conductividad eléctrica. Debido a las duras condiciones ambientales, la mayoría de las montañas son un desierto absoluto. Allí no hay plantas ni animales y solo unos pocos microorganismos especializados.
El medio ambiente en la Cordillera de la Sal es una línea seca para la vida bacteriana en la tierra. Como única forma de vida hasta ahora, solo se han encontrado unos pocos Actinomycetales en el suelo. Se trata de bacterias endolíticas que se protegen a sí mismas de la radiación ultravioleta al vivir al menos unos pocos milímetros por debajo de la superficie dentro de la roca salina parcialmente translúcida. Se protegen de la desecación con la ayuda de la poca agua encerrada dentro o entre los cristales de sal. La investigación farmacéutica está interesada en los taxones bacterianos raros y nuevos que se encuentran en este desierto porque producen sustancias bioactivas.
Las condiciones ambientales y del suelo hiperáridas e hipersalinas hacen de la Cordillera de la Sal un modelo de investigación y laboratorio prometedor para los suelos de Marte. Allí ya se han descubierto depósitos de evaporita que contienen cloruro y, por lo tanto, los científicos asumen que también podría existir vida en las sales higroscópicas de Marte y que podrían haberse formado cuevas kársticas. Para poder encontrar cuevas en Marte y quizás también en la Luna, también se están probando métodos de teledetección en las cuevas de la Cordillera de la Sal.

## Extracción de sal
La halita, cuyo espesor es de varias decenas de metros y cuyas capas de inmersión son diferentes, también fue objeto de minería artesanal. Los arqueólogos han identificado 17 minas de sal, o más precisamente canteras, que datan de la primera mitad del siglo XX.